# Tartaras
Tartaras é uma comuna francesa na região administrativa de Auvérnia-Ródano-Alpes, no departamento de Loire. Estende-se por uma área de 3,91 km². Em 2010 a comuna tinha 925 habitantes (densidade: 236,6 hab./km²).